# Ісаак Адеагбо Акінджогбін
Ісаа́к Адеа́гбо Акінджогбі́н (Akinjogbin; *1930) — нігерійський історик, бакалавр мистецтв та доктор філософії.
За етнічною приналежністю йоруба. Вчився в коледжі Фура-Бей (Фрітаун, Сьєрра-Леоне), Даремському університеті (Велика Британія), Школі східних та африканських досліджень (Лондонський університет). В 1970-их роках заступник проректора й декан історичного факультету університету Іфе. Основні напрямки наукових досліджень — доколонізаційний період історії Нігерії та Західної Африки.